# Uranophora albipalpis
Uranophora albipalpis là một loài bướm đêm thuộc phân họ Arctiinae, họ Erebidae.